# سيلوفايسوات
السويلوفيسات (الاسم العلمي: Coelophysidae)، وهي فصيلة من ديناصورات وحشيات الأرجل الآكلة للحوم معظم أنواعها صغيرة في الحجم نوعا ما. شاعت خلال العصر الثلاثي المتأخر والعصر الجوراسي المبكر. وكانت منتشرة جغرافيا، وربما في جميع القارات. تتميز السويلوفيسيدات بالطول وجمجمة نحيلة وهيكل عظمي خفيفة تساعدها على السرعة.